# Pichne, Snina
Pichne este o comună slovacă, aflată în districtul Snina din regiunea Prešov. Localitatea se află la altitudinea de 278 m deasupra n.m., se întinde pe o suprafață de 16,93 km2 și în 2017 număra 572 de locuitori. Se învecinează cu Pčoliné, Snina, Adidovce, Zubné și Nechválova Polianka.

## Istoric
Localitatea Pichne este atestată documentar din 1312.

## Demografie
| An:                | 1994 | 2004   | 2014   | 2024   |
| ------------------ | ---- | ------ | ------ | ------ |
| Număr de persoane: | 555  | 554    | 571    | 547    |
| Diferență:         |      | −0,18% | +3,06% | −4,20% |

| An:                | 2023 | 2024   |
| ------------------ | ---- | ------ |
| Număr de persoane: | 550  | 547    |
| Diferență:         |      | −0,54% |